# 西洋画

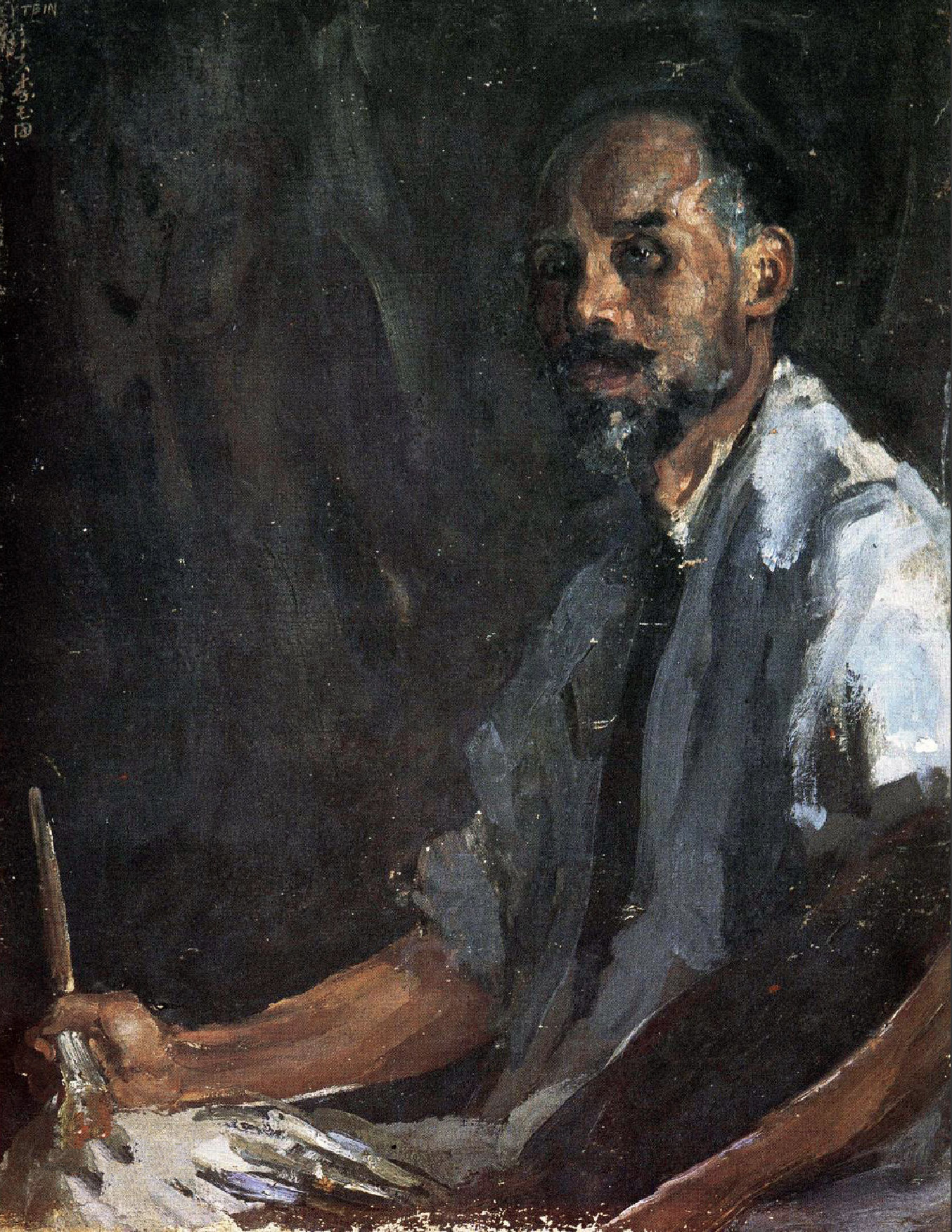
《畫家馮鋼百》（1934）李鐵夫 91x72cm

西洋画是相对于传统东方绘画而言的概念。一般指欧美西方国家的绘画作品，类型包括如油画、水彩画、素描等等。西洋画是一近代名词，到了现代东西方的艺术理念开始融合。现代东方水墨画中也慢慢开始注重透视、解剖的理论，而西方后印象派也从东方绘画中飞舞灵动的线条中受到启发。